# 1809 au Canada
Pour un article plus général, voir Chronologie du Canada.
Cet article traite des événements qui se sont produits durant l'année 1809 au Canada.

## Événements

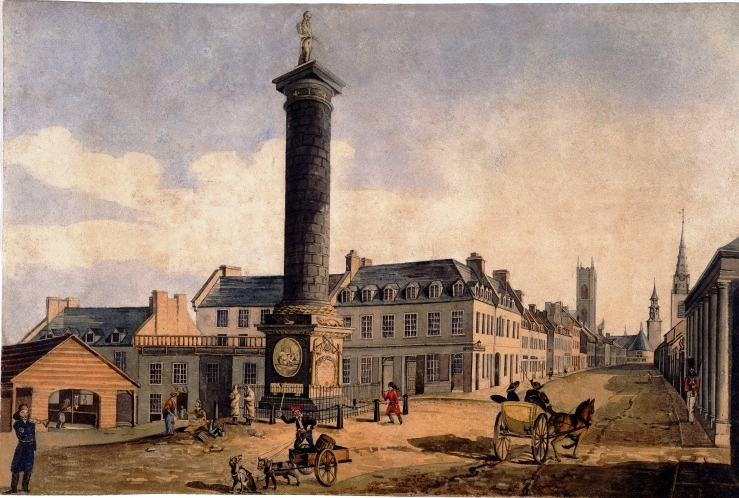
Monument Nelson à Montréal

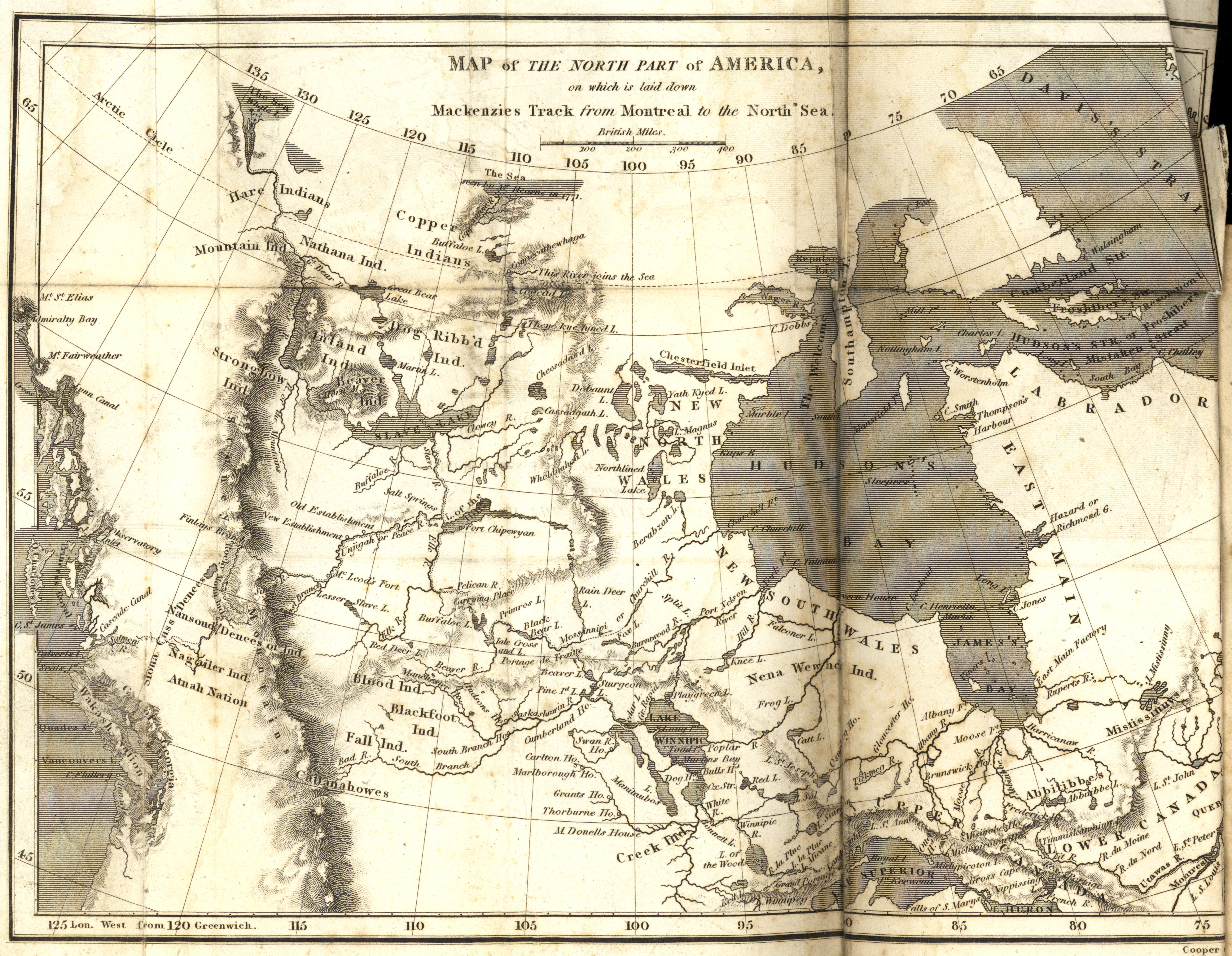
Carte d'Alexander Mackenzie

- 5 mai : la Chambre du Bas-Canada vote l’expulsion d’Ezekiel Hart.
- 15 mai : le gouverneur Craig dissout la Chambre.
- La Colonne Nelson est érigée à Montréal pour commémorer la victoire britannique à la Bataille de Trafalgar contre la France de Napoléon.
- 3 novembre : le bateau à vapeur PS Accommodation (en) de John Molson fait le voyage de Montréal vers la ville de Québec sur le Fleuve Saint-Laurent. Le voyage dura 36 heures.
- 5 au 23 novembre : élection de la Sixième législature du Bas-Canada.
- Le Labrador passe du Bas-Canada à Terre-Neuve. Ce sera le point de départ de dispute concernant la Frontière entre le Québec et Terre-Neuve-et-Labrador.
- Construction de Fort Gibraltar (en) par la Compagnie du Nord-Ouest dans le Manitoba actuel.
- Construction du Phare de l'Île Verte sur le Fleuve Saint-Laurent.

## Naissances
- 31 janvier : Lemuel Allan Wilmot, lieutenant-gouverneur du Nouveau-Brunswick.
- 27 mars : Jean-Louis Beaudry, maire de Montréal.
- 18 avril : Marie-Anne Blondin, sœur religieuse fondatrice des Sœurs de Sainte-Anne.
- 15 juin : François-Xavier Garneau, historien.
- 25 juillet : Jonathan McCully, père de la Confédération.
- 30 juillet : Charles Chiniquy, prêtre catholique converti au presbytérianisme.
- 28 septembre : Victor Bourgeau, architecte.
- 11 octobre : Modeste Demers, missionnaire et évêque.
- 16 octobre : Robert Duncan Wilmot, lieutenant gouverneur du Nouveau-Brunswick.
- 15 novembre : Charles La Rocque, évêque de Saint-Hyacinthe.
- 24 novembre : Amos Wright, homme politique.

## Décès
- 3 juillet : Joseph Quesnel, musicien et compositeur d'opéra.
- 13 juillet : Maurice-Régis Blondeau, commerçant de fourrure.
- 18 septembre : Gabriel-Elzéar Taschereau, seigneur et homme politique.
- Pierre Cassiet : prêtre sur l'Isle Saint-Jean dans le temps de la Nouvelle-France.